# 倫氏擬鱨
倫氏擬鱨，為輻鰭魚綱鯰形目鱨科的其中一種，為亞熱帶淡水魚類，分布於亞洲中國甌江流域，棲息在底層水域，生活習性不明。

## 扩展阅读
維基物種上的相關：倫氏擬鱨